# Aptesis contigua
Aptesis contigua là một loài tò vò trong họ Ichneumonidae.